# Грушецкий, Александр Александрович
Александр Александрович Грушецкий  — русский и советский растениевод, селекционер, известный подмосковный садовод, один из пионеров отечественной селекции георгинов. Член бюро секции цветоводства и озеленения Общества друзей зеленых насаждений, член Московского общества испытателей природы при Московском университете.

## Биография
Сын генерал-майора Александра Фёдоровича Грушецкого.

## Сорта георгинов, выведенных А. А. Грушецким, и их описание
- «Авиетка» — группа гибридная. Цветки оранжево-красные с белыми кончиками лепестков, 20 см в диаметре. Высота растения 130 см.

- «Айсберг» — группа гибридная. Цветки чистобелые, очень красивой формы, 13 см в диаметре. Высота растения 160 см.

- «Александр Невский» — группа гибридная. Цветки пламенно-красные, красивой формы, 28 см в диаметре. Высота растения 140 см.

- «Арлекин» — группа гибридная. Цветки белые, в середине цветка лепестки со светло-серым мазком, 26 см в диаметре. Цветоножка длинная. Все цветки возвышаются над темной зеленью растения. Высота растения 150 см.

- «Балерина Уланова» — группа гибридная. Цветки светло-лимонной окраски, очень красивой формы, 18 см в диаметре, концы лепестков более светлые. Цветоножка длинная. Все цветки возвышаются над зеленью куста. Высота растения 120 см.

- «Вдохновение» — группа кактусовая. Цветки нежносиренево-розовые со светлыми концами лепестков, 20 см в диаметре. Высота растения 120 см. Цветет обильно.

- «Гордость Советов». Группа гибридная. Цветки бархатисто-красные, 30 см в диаметре. Высота растения 130 см.

- «Золотая жемчужина» — группа кактусовая. Цветки нежно-желтые, 14 см в диаметре. Высота растения 110 см. Цветет очень обильно.

- «Золотая Москва» — группа декоративная. Цветки в центре бронзовой окраски, переходящей в розовую, концы лепестков белые, 24 см в диаметре. Цветоножка до 45 см длиной. Высота растения до 250 см. Цветет обильно.

- «Золотая осень» — группа хризантемовидная. Цветки золотисто-желтые со слабопалево-красным оттенком, 14 см в диаметре. Высота растения 120 см.

- «Коломбина» — группа декоративная. Цветки имеют своеобразную окраску, резко отличающуюся от окраски цветков других сортов, наружные лепестки оранжевые, остальные оранжевые с белой, исключительно красивой каймой, к центру расширяющейся. Создается впечатление, что цветок состоит из нескольких разноцветных звезд, наложенных одна на другую. Диаметр цветка до 25 см. Высота растения 160 см. Цветет обильно.

- «Комплимент» — группа кактусовая. Цветки густосиренево-розовые, 16 см в диаметре. Высота растения 120 см. Цветет обильно.

- «Маяк» — группа кактусовая. Цветки темно-малиновые, к центру темнеющие, 21 см в диаметре. Форма цветка очень красивая. Высота растения 160 см.

- «Огонёк» — группа кактусовая. Цветки ярко-красные, 14 см в диаметре. Концы лепестков немного разрезаны. Высота растения 140 см. Цветет очень обильно.

- «Октябрёнок» — группа кактусовая. Цветки малиново-красные, 18 см в диаметре. Высота растения 120 см. Цветет очень обильно.

- «Оригинал» — группа гибридная. Цветки бронзово-желтые, 32 см в диаметре. Высота растения 120 см.

- «Пассионария» — группа гибридная. Цветки светло-алые, 20 см в диаметре. Высота растения 130 см.

- «Паша Ангелина» — группа гибридная. Цветки светло-палевые, 20 см в диаметре. Высота растения 130 см.

- «Пётр I» — группа декоративная. Цветки бархатисто-красные, красивой формы, 25 см в диаметре. Высота растения 140 см.

- «Планета» — группа гибридная. Цветки бронзовые со светло-оранжевым оттенком, 20 см в диаметре. Высота растения 140 см.

- «Прекрасная Грузия» — группа гибридная. Цветки густорозовые, темнеющие к центру, 28 см в диаметре. Высота растения 130 см.

- «Русская красавица» — группа гибридная. Цветки светло-розовой окраски, к центру светлеющей, 16 см в диаметре. Высота растения 140 см.

- «Сердце Данко» — группа гибридно-кактусовая. Цветки ярко-красной окраски, к центру темнеющей, 26 см в диаметре. Высота растения 140 см. Куст компактный.

- «Сказка» — группа хризантемовидная. Цветки светло-розовые с желтым оттенком, 20 см в диаметре. Высота растения 120 см. Цветет очень обильно.

- «Стахановка» — группа гибридная. Цветки малиновые с более светлым оттенком на концах лепестков, 25 см в диаметре. Высота растения 130 см.

- «Степан Разин» — группа гибридная. Цветки ярко-красные, концы лепестков молочно-белые. Лепестки изящные, с красивым изгибом. Цветок 20 см в диаметре. Высота растения 120 см.

- «Сулейман Стальский» — группа гибридная. Цветки темнобархатисто-красные с очень светлыми полосками на лепестках, 25 см в диаметре. Высота растения 130 см.

- «Сулико» — группа гибридная. Цветки темнопалевые с желтым оттенком на концах лепестков, 25 см в диаметре. Высота растения 120 см.

- «Фельдмаршал Кутузов» — группа гибридная. Цветки темно-бордовые, к центру более темные, 25 см в диаметре. Форма цветка очень красивая. Высота растения 140 см.

- «Фергана» — группа кактусовая. Цветки нежнолососево-розовые, к центру светло-желтые, 25 см в диаметре. Цветки очень красивой формы. Высота растения 120 см. Цветет обильно.

- «Фонарик» — группа помпонная. Цветки ярко-оранжевые с красиво закрученными лепестками, 8 см в диаметре. Высота растения 120 см. Цветет обильно.

- «Фрегат» — группа гибридная. Цветки темно-малиновые, к центру более темные, 22 см в диаметре. Высота растения 130 см.

- «Цыганка» — группа кактусовая. Цветки черно-красные, 22 см в диаметре. Высота растения 130 см. Цветет обильно.

- «Шалун» — группа гибридная. Цветки красные, некоторые с белыми кончиками лепестков, 25 см в диаметре. Высота растения 150 см.

- «Шамиль» — группа гибридная. Цветки темно-коричневые, 26 см в диаметре. Высота растения 120 см.[8]

## Сорта гладиолуса, выведенных А. А. Грушецким, и их описание
- «А. А. Грушецкий» — цветки темно-розовые, 11 см в диаметре. Длина колоса 60 см, состоящего из 18 бутонов, из них 5 цветут одновременно. Высота растения 125 см.

- «Адмирал Нахимов» — цветки темно-малиновые, 16 см в диаметре. Длина колоса 65 см, состоящего из 17 бутонов, из них 5-6 цветут одновременно. Высота растения 175 см.

- «Вымпел» — цветки нежнолососевой окраски, 15 см в диаметре. Длина колоса 75 см, состоящего из 19 бутонов, из них 5 цветут одновременно. Высота растения 140 см.

- «Кавказский вечер» — цветки кирпичной окраски с сиреневато-лиловым оттенком, 14 см в диаметре. Длина колоса 60 см, состоящего из 17 бутонов, из них 4-5 цветут одновременно. Высота растения 115 см.

- «Лебединая песня» — цветки белые, 15 см в диаметре. Длина колоса 50 см, состоящего из 15 бутонов, из них 4 цветут одновременно. Высота растения 115 см.

- «Лель» — цветки розовые с карминным оттенком, 15 см в диаметре. Длина колоса 50 см, состоящего из 16 бутонов, из них 5 цветут одновременно. Высота растения 115 см.

- «Ливадия» — цветки розовые с темными штрихами и карминным оттенком на нижних лепестках, 16 см в диаметре. Длина колоса 55 см, состоящего из 16 бутонов, из них 4 распускаются одновременно. Высота растения 120 см.

- «Любимец Т. И. Грушецкой» — цветки малиновые с более темным центром, 14 см в диаметре. Длина колоса 50 см, состоящего из 18 бутонов, из них 4-5 распускаются одновременно. Высота растения 120 см.

- «Маршал Рокоссовский» — цветки ярко-красные с белым пятном на нижнем лепестке, 15 см в диаметре. Длина колоса 65 см, состоящего из 18 бутонов, из них 6 распускаются одновременно. Высота растения 125 см.

- «Мечта пилота» — цветки розовые с белой полоской на лепестках, 16 см в диаметре. Длина колоса 60 см, состоящего из 17 бутонов, из них 4 распускаются одновременно. Высота растения 120 см.

- «Миру — мир!» — цветки белые, 16 см в диаметре. Длина колоса 50 см, состоящего из 17 бутонов, из них 6 распускаются одновременно. Высота растения 120 см.

- «Новая заря» — цветки светло-красные с более светлым центром, 15 см в диаметре. Длина колоса 60 см, состоящего из 17 бутонов, из них 5 распускаются одновременно. Высота растения 125. см.

- «Орхидея» — цветки светло-красные, 15 см в диаметре, формой напоминают цветки орхидеи. Длина колоса 65 см, состоящего из 17 бутонов, из них 6 распускаются одновременно. Высота растения 120 см.

- «Полярная сказка» — цветки чистобелые. Длина колоса 65 см, состоящего из 18 бутонов, из них 5 распускаются одновременно. Высота растения 120 см.[9]

- «Приют одиннадцати» — цветки чистобелые, 13 см в диаметре. Длина колоса 65 см, состоящего из 23 бутонов, из них 11 распускаются одновременно. Высота растения 125 см.

- «Т. И. Грушецкая» — цветки светло-розовые с небольшой светлой штриховкой, 15 см в диаметре. На нижнем лепестке маленькое карминное пятно. Длина колоса 70 см, состоящего из 19 бутонов, из них 5 распускаются одновременно. Высота растения 130 см.

- «Триумф победы» — цветки светло-красные, 16 см в диаметре. Длина колоса 60 см, состоящего из 18 бутонов, из них 6 распускаются одновременно. Высота растения 120 см.

- «Яблоня в цвету» — цветки нежно-розовые, 14 см в диаметре. Длина колоса 60 см, состоящего из 16 бутонов, из них 4 распускаются одновременно. Высота растения 120 см.

## Сорта цветов, посвящённые селекционеру А. Грушецкому
- «А. Грушецкий» — сорт флоксов. Выведен в 1958 году П.Г. Гагановым. 3,7—3,8 см в диаметре. Длина колоса 80 см. Начало цветения 5-10 августа. Соцветие 20х20 см. Цвет светло-лиловый, ровного приятного тона с посветлением к центру, пурпуровым колечком. Лепестки волнисто-гофрированные[10][11].

## Комментарии
1. ↑  Создано в 1933 году, затем переименованное в Добровольное общество содействия озеленению Москвы — ДОСОМ